# Egon Fanghänel

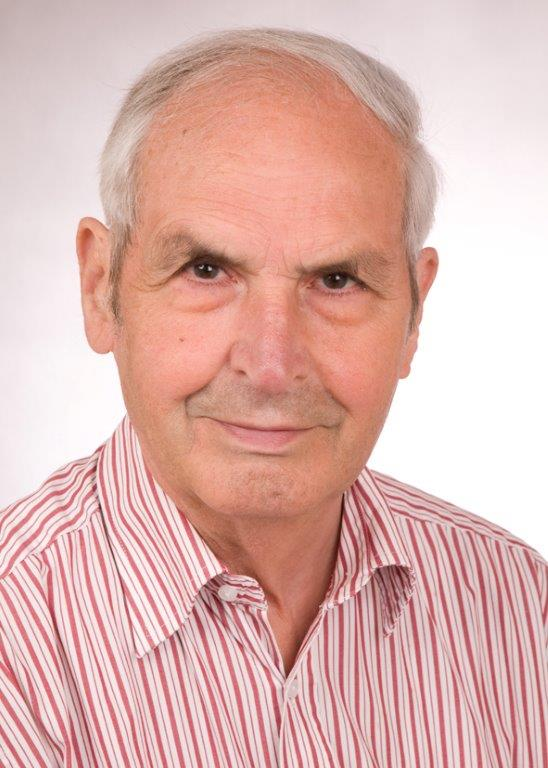
Egon Fanghänel (2013)

Egon Fanghänel (* 25. Juni 1935 in Waldheim; † 15. November 2023 in Halle (Saale)) war ein deutscher Chemiker und Professor für Organische Chemie. Von 1990 bis 1992 war er Rektor der Technischen Hochschule „Carl Schorlemmer“ Leuna-Merseburg.

## Leben
Fanghänel studierte ab 1953 Chemie an der Technischen Hochschule Dresden (TH Dresden) und fertigte seine Diplomarbeit (Titel: „Versuche zur Darstellung von Mannichbasen mit reversibel blockiertem Stickstoff“) bei Friedrich Asinger (1907–1999) und Heinz G. O. Becker an. In Dresden war er als wissenschaftlicher Assistent tätig und wurde als akademischer Schüler Asingers am 15. Mai 1962 an der Fakultät für Mathematik und Naturwissenschaften der TU Dresden zum Thema: „Darstellung und grenzflächenaktive Eigenschaften der p-n-Dialkylbenzolsulfonate (Na) mit insgesamt vierzehn Kohlenstoffatomen in den Seitenketten“ promoviert.
Fanghänel habilitierte (Dr. rer. nat. habil.) sich an der TU Dresden 1968 mit dem Thema: „Untersuchungen zur Synthese und synthetischen Verwertbarkeit von 1,3-Dithiol-2-thionen“. Er wurde im gleichen Jahr, zunächst als Hochschuldozent und danach als Ordentlicher Professor, an die Technische Hochschule „Carl Schorlemmer“ Leuna-Merseburg berufen. Hier wirkte er von 1971 bis 1993, anschließend bis 2000 an der Martin-Luther-Universität Halle-Wittenberg als Professor für Organische Chemie.
Von 1990 bis 1992 war Fanghänel der vorletzte Rektor der Technischen Hochschule Leuna-Merseburg in der Nachfolge von Margit T. Rätzsch. Ihm folgte in diesem Amt Alfred Göpfert als letzter Rektor der TH Leuna-Merseburg, die zum 31. März 1993 aufgehoben wurde.
Fanghänel war zugleich Aufsichtsratsmitglied der Buna AG. Mitglied des Aufsichtsrates der Leuna AG bzw. der Leuna GmbH war er von 1990 bis 1996.
Seit 1966 war Egon Fanghänel mit einer Grundschullehrerin verheiratet. Er war Vater von zwei Töchtern und einem Sohn.

## Werk
Zu seinen Forschungsschwerpunkten zählten die organische Schwefelchemie, Heterocyclen-Synthesen, organische Photochemie und Materialwissenschaften. Fanghänel ist Autor von ca. 250 wissenschaftlichen Publikationen und 120 Patenten. Sein Hirsch-Index ist 16. Das bekannte Praktikumslehrbuch „Organikum“ mit einer Gesamtauflage von 450 000 Exemplaren wird seit 1962 wesentlich durch Heinz G. O. Becker, Günter Domschke, Klaus Schwetlick und  Egon Fanghänel geprägt. Dieses Standardwerk liegt inzwischen in der 24. Auflage vor und erscheint nun bei Wiley-VCH, Fanghänel war zeitweise Sekretär und Endredakteur des Autorenkollektivs. Das Organikum wurde in zehn Sprachen übersetzt.
Auch zwei Arbeitsbücher des „Lehrwerks Chemie“  Arbeitsbuch 0 (Titel: „Einführung in die Laboratoriumspraxis“) und Arbeitsbuch 5 (Titel: „Chemische Kinetik“)  hat Fanghänel als federführender Autor verantwortet. Beide Bücher sind in mehreren Auflagen erschienen. In der Reihe „Lehrwerk Chemie“ sind insgesamt 14 Titel erschienen, bei denen Fanghänel Mitglied des Herausgeberkollektivs war.  An der Monographie „Organische Photochrome“ [UdSSR (1982, in Russisch) und USA (1990, in Englisch)] war Fanghänel als Coautor beteiligt.

## Weitere Tätigkeiten und Auszeichnungen (Auswahl)
- 1968–1970: Gastdozent am Nationalen Forschungszentrum in Kuba
- 1976–1990: Industrietätigkeit (Teilzeit) im Fotochemischen Kombinat ORWO Wolfen, u. a. 1977–1990 Leiter des Problemlaboratoriums „Chemie der Informationsaufzeichnungsmaterialien“
- 1980: Vaterländischer Verdienstorden in Bronze
- Ab 1981: Ordentliches Mitglied der Sächsischen Akademie der Wissenschaften zu Leipzig
- 1983: Nationalpreis der DDR III. Klasse für Wissenschaft und Technik, gemeinsam mit Heinz G. O. Becker, Günter Domschke, Klaus Schwetlick
- 1985: Forschungsaufenthalt an der Columbia University, New York in der Arbeitsgruppe von Nicholas Turro
- 1985–1988: Vorsitzender der Chemischen Gesellschaft der DDR; im Zeitraum 1990–1993 ständiger Gast im Vorstand der Gesellschaft Deutscher Chemiker.
- Ab 1996: Ordentliches Mitglied der Leibniz-Sozietät der Wissenschaften e. V. zu Berlin
- 2001–2014: Wissenschaftlicher Berater im TGZ Bitterfeld-Wolfen
- Ab 2017: Ehrenmitglied der Gesellschaft Deutscher Chemiker

## Publikationen
- E. Fanghänel: Untersuchungen zur Synthese von 1,3-Dithiol-thionen-(2), J. prakt. Chem. 317  (1975)  123–136.
- E. Fanghänel: Synthese und Eigenschaften substituierter 1,4,2-Dithiazine, J. prakt. Chem. 318  (1976)  127–143.
- E. Fanghänel, W. Ortmann, K. Hirsch: 1,2,3-Triazabutadiene VIII. Untersuchungen zum Mechanismus der sensibilisierten Fotoisomerisierung von 1-Aryl-3-(3-methyl-benzthiazolinyliden-(2))-triazenen, J. prakt. Chem. 320  (1978)  607–617.
- H. Poleschner, W. John, F. Hoppe, E. Fanghänel, S. Roth: Tetrathiafulvalene. XIX. Synthese und Eigenschaften elektronenleitender Poly-Dithiolenkomplexe mit Ethylen-tetrathiolat und Tetrathiafulvalen-tetrathiolat als Brückenliganden, J. prakt. Chem. 325 (1983) 957–975.
- S. Simova, E. Fanghänel, R. Radeglia: Influence of the Z/E Configuration on the 13C-15N Coupling Conditions   1J(13C15N) in Aromatic Azo and Diazo Compounds, Org. Magn. Reson. 21  (1983)  163–167.
- H. Poleschner, J. Böttger, E. Fanghänel: Synthese und Eigenschaften von 1,4,3-Thia-selenazin, einem neuen heterocyclischen System, Synthesis 1984, 667–670.
- A. M. Richter, E. Fanghänel: Organische Elektronenleiter und Vorstufen. III. Synthese von 3H,6H-1,2-Dithiolo[4,3-c]1,2-dithiol-3,6-dithion aus Perchlorbutadien, Sulfur Letters  3  (1985)  25–27.
- E. Fanghänel, W. Ortmann, K. Behrmann, S. Willscher, N. J. Turro, I. R, Gould: Photochemical Primary Processes of Xanthene Dyes. 7. Xanthene Dyes as Probes for the Characterization of Anionic Micelles, J. Phys. Chem. 91  (1987)  3700–3703.
- E. Fanghänel, L. van Hinh, G. Schukat: Tetrathiafulvalene. XXIV. Gewinnung von cis- und trans-Isomeren bei Tetrathiafulvalenen (TTF), J. prakt. Chem. 331  (1989)  479–485.
- E. Fanghänel, C. K. J. Tschötsch, A. M. Richter: Heterocyclisch substituierte Arendiazoniumsalze mit erweiterter spektraler Empfindlichkeit. II. 4-(1-Heterocycliden-2,3-diaza-prop-2-en-3-yl)-benzen- diazonium-tetrafluoroborate, J. prakt. Chem. 332 (1990) 43–54.
- D. Sülzle, N. Beye, E. Fanghänel, H. Schwarz: The Laboratory generation of a potentially interstellar cumulenes S(Cn)S  (n = 2 - 6) and their radical cations, Chem. Ber. 123 (1990) 2069–2071.
- A. M. Richter, N. Beye, E. Fanghänel: Organic Electronic Conductors and Precursors; Reaction of Hexasodium Benzenehexathiolate and Benzenehexathiol with Carbon Disulfide, Synthesis 1990, 1149–1151.
- E. Fanghänel, N. Beye, A. M. Richter: Organic electronic Conductors. X. Synthesis of 1,3-tetrathiafulvales based on 1,3,5,7-tetrathia-s-indacene-2,6-diones, Tetrahedron 46 (1990) 1553–1556.
- H.-K. Roth, H. Gruber, E. Fanghänel, A. M. Richter, W. Hörig: Laser-induced generation of highly conducting 	areas in poly(bis-alkylthioacetylenes), Synthetic Metals 37 (1990) 151–164.
- E. Fanghänel, T. Palmer, J. Kersten, R. Ludwigs, K. Peters, H. G. von Schnering: Cycloaddition Reactions of  [1,2]Dithiolo[1,2]dithiole Derivatives with Dimethyl Acetylenedicarboxylate: Formation of New Bi-, Tri- and Tetracyclic Thiopyran Derivatives, Synthesis 1994, 1067–1071.
- E. Fanghänel, R. Herrmann, H. Naarmann: Novel Benzo[d]1,2,3-trithioles and their Hexachloroantimonates derived from Benzenehexathiol, Tetrahedron 51 (1995) 2533–2542.
- E. Fanghänel, A. Hucke, H. Hasan, A. Ullrich, R. Radeglia, O. Simonsen: Nitrosierung von 2-Aryl-3,5-dimethyl-1,1-dioxo-1,2-thiazinen – eine ungewöhnliche Ringtransformation zu mesoionischen Pyridaziniumsalzen, J. prakt. Chem. 337 (1995) 104–108.
- E. Fanghänel, A. Hucke, U. Baumeister, H. Hartung: Reaktion von Bisvinamidinium-salzen der 1,1-Dioxo-1,2-	thiazin-6-aldehyde mit Hydroxylamin zu substituierten Pyrido[4,3-e]-1,2-thiazin-1,1-dioxiden, J. prakt. Chem. 338 (1996) 345–348.
- G. Schukat, E. Fanghänel: Synthesis, Reactions, and Selected Physico-chemical Properties of 1,3- and 1,2-Tetrachalcogenafulvalenes, Sulfur Reports 14 (1996) 1–294.
- E. Fanghänel, K. Bergemann, B. Knackfuß, Th. Lüthge, G. Schukat: Modifikation of carbon black properties by reaction with maleic acid derivatives, Carbon 42 (2004) 2329–2331.